# 山本尚敏
山本 尚敏（やまもと ひさとし、1916年11月15日 - 生死不明 ）は、神奈川県出身のプロ野球選手（内野手、外野手）。

## 来歴・人物
関東中学校では、1934年の夏の甲子園に出場。卒業後は日本大学に入学するが、中退して簡易保険局でプレーした。
1936年の大東京軍結成に参加する。1938年秋になると大友一明に代わって正二塁手に入り、1939年には松岡甲二との併用であったが遊撃手としてチーム最多の61試合に起用され、打率.189ながら規定打席に到達した（リーグ55位）。この年の10月20日の対阪急軍戦では日本プロ野球記録となる同一守備位置（遊撃手）での5失策を犯している。
戦後は1946年に中部日本に入団して日本プロ野球に復帰。主に内野手の控えを務めるが、1947年に代走で12試合に起用されると、翌1948年には代走として18試合出場で20盗塁を記録。代走での20盗塁は長らく日本プロ野球記録であった。シーズンでも26盗塁に対して失敗はわずか2で.929の高い成功率を挙げた。また、この年の7月5日対阪急戦では8回に代走に起用されると1イニングで二盗を2度成功させる珍記録を作っている。同年限りで退団・引退。
引退後は接骨院を経営した。弟の山本秀男・山本達男もプロ野球でプレーしている。

## 選手としての特徴
打力に難があって出場機会は限られていたが、よく代走に起用されては投手のモーションを盗んでディレードスチールを成功させていた。

## 詳細情報

### 年度別打撃成績
| 年 度     | 球 団           | 試 合 | 打 席 | 打 数 | 得 点 | 安 打 | 二 塁 打 | 三 塁 打 | 本 塁 打 | 塁 打 | 打 点 | 盗 塁 | 盗 塁 死 | 犠 打 | 犠 飛 | 四 球 | 敬 遠 | 死 球 | 三 振 | 併 殺 打 | 打 率 | 出 塁 率 | 長 打 率 | O P S |
| --------- | --------------- | ----- | ----- | ----- | ----- | ----- | -------- | -------- | -------- | ----- | ----- | ----- | -------- | ----- | ----- | ----- | ----- | ----- | ----- | -------- | ----- | -------- | -------- | ----- |
| 1936春夏  | 大東京 ライオン | 5     | 19    | 18    | 1     | 3     | 0        | 0        | 0        | 3     | 1     | 0     | --       | 0     | --    | 1     | --    | 0     | 5     | --       | .167  | .211     | .167     | .377  |
| 1938春    | 大東京 ライオン | 5     | 24    | 21    | 2     | 2     | 0        | 0        | 0        | 2     | 1     | 1     | --       | 1     | --    | 2     | --    | 0     | 2     | --       | .095  | .174     | .095     | .269  |
| 1938秋    | 大東京 ライオン | 34    | 113   | 92    | 15    | 19    | 1        | 1        | 2        | 28    | 10    | 3     | --       | 3     | --    | 17    | --    | 1     | 15    | --       | .207  | .336     | .304     | .641  |
| 1939      | 大東京 ライオン | 75    | 254   | 217   | 23    | 41    | 4        | 1        | 0        | 47    | 11    | 6     | --       | 6     | 1     | 30    | --    | 0     | 42    | --       | .189  | .287     | .217     | .504  |
| 1940      | 大東京 ライオン | 21    | 72    | 59    | 8     | 8     | 0        | 1        | 0        | 10    | 1     | 6     | --       | 0     | 0     | 13    | --    | 0     | 9     | --       | .136  | .292     | .169     | .461  |
| 1946      | 中部日本 中日   | 20    | 45    | 37    | 8     | 6     | 3        | 0        | 1        | 12    | 7     | 0     | 1        | 0     | --    | 8     | --    | 0     | 4     | --       | .162  | .311     | .324     | .635  |
| 1947      | 中部日本 中日   | 42    | 71    | 61    | 10    | 17    | 3        | 1        | 0        | 22    | 6     | 7     | 6        | 2     | --    | 8     | --    | 0     | 7     | --       | .279  | .362     | .361     | .723  |
| 1948      | 中部日本 中日   | 52    | 53    | 48    | 14    | 7     | 1        | 1        | 0        | 10    | 7     | 26    | 2        | 1     | --    | 3     | --    | 1     | 5     | --       | .146  | .212     | .208     | .420  |
| 通算：7年 | 通算：7年       | 254   | 651   | 553   | 79    | 103   | 12       | 5        | 3        | 134   | 44    | 49    | 9        | 13    | 1     | 82    | --    | 2     | 89    | --       | .186  | .293     | .242     | .535  |

- 各年度の太字はリーグ最高
- 大東京（大東京軍）は、1937年秋季にライオン（ライオン軍）に球団名を変更
- 中部日本は、1947年に中日（中日ドラゴンズ）に球団名を変更

### 記録
その他の記録
- 代走のシーズン最多盗塁：20個（1948年） ※一リーグ時代記録[4]
- 1イニング2度二盗（1948年7月5日対阪急ブレーブス戦）[3]
- サヨナラ本盗（1947年9月1日対金星スターズ戦）[5]
- ゲーム最多失策：5（1939年10月20日対阪急軍戦）[5]

### 背番号
- 15 （1938年 - 1940年）
- 6 （1946年 - 1948年）